# Jokha al-Harthi
Jokha al-Harthi (in arabo جوخة الحارثي‎?; 1978) è una scrittrice omanita.
È conosciuta anche come Jokha Alharthi.

## Biografia
Dopo gli studi alla Sultan Qaboos University, ha conseguito il dottorato in Letteratura classica araba presso l'Università di Edimburgo. Attualmente insegna Letteratura Araba presso la SQU.
Ha pubblicato in arabo tre romanzi, tre raccolte di racconti, alcune sillogi poetiche, numerosi libri per ragazzi nonché studi letterari su vari argomenti. Estratti delle sue opere sono stati tradotti in serbo, coreano, italiano e tedesco, mentre alcuni dei suoi romanzi sono disponibili in inglese.
Ha raggiunto la notorietà internazionale nel 2019, quando la sua opera Corpi celesti (Celestial Bodies, versione inglese di Sayyidat el-Qamar), ha vinto il Man Booker International Prize (primo romanzo arabo ad aggiudicarsi il riconoscimento).

## Opere tradotte in italiano
- Corpi celesti (Sayyidat el-Qamar, 2011), Milano, Bompiani, 2022 traduzione di Giacomo Longhi ISBN 978-88-301-0322-1.